# Sŭngni
Sŭngni (kor. 승리역, pol. Zwycięstwo) –  jedna ze stacji linii Ch'ŏllima, systemu metra znajdującego się w stolicy Korei Północnej, Pjongjangu. Otwarta 6 września 1973 roku.

## Ważne miejsca, budynki i instytucje w pobliżu stacji
- Plac Kim Ir Sena
- Hotel Taedonggang
- Ambasada Rosji w KRLD
- Most Ongnyu
- Wielka Biblioteka Ludowa
- Muzeum Sztuki Koreańskiej
- Centralne Muzeum Historyczne
- Teatr Mansudae